# Игнатий (Сотириадис)
Епископ Игнатий (греч. Μωυσής Σωτηριάδης, в миру Моисис Сотириадис греч. Μωυσής Σωτηριάδης; род. 1961, Катерини) — архиерей Элладской православной церкви, епископ Салонский (с 2023), викарий предстоятеля.

## Биография
Родился в 1961 году в городе Катерини, в Греции.
В 1984 году окончил отделение истории и археологии философского факультета Аристотелевского университета в Салониках, а в 2001 году — Богословскую школу того же университета. Также обучался в Папском восточном институте в Риме.
Был пострижен в монашество в монастыре Влатадон. В 1992 году митрополитом Китрским и Кареринский Агафоником (Фатуросом) был хиротонисан во иеродиакона, а в 1997 году — во иеромонаха.
В качестве секретаря работал в синодальной комиссии по межправославным и межхристианским отношениям.
9 октября 2023 года Синодом Элладской православной церкви был избран для рукоположения в сан епископа Салонского, викария предстоятеля (другими кандидатами были архимандрит Максим (Митрарас) и архимандрит Афинагор (Супурдзис)).
3 ноября 2023 года в церкви Вознесения Господня в Катерини был хиротонисан во епископа. Хиротонию совершили: митрополит Димитриадский Игнатий (Георгакопулос), митрополит Аркалохорийский Андрей (Нанакис) (Константинопольский патриархат), митрополит Сидирокастронский Макарий (Филофеу), митрополит Неапольский Варнава (Тирис), митрополит Неакринийский Иустин (Бардакас), митрополит Фтиотидский Симеон (Волиотис), митрополит Лангадасский Платон (Крикрис), митрополит Полианийский Варфоломей (Антониу) и митрополит Китрский Георгий (Хрисостому).